# IPhone 5
Das iPhone 5 ist das sechste Smartphone der iPhone-Reihe des US-amerikanischen Unternehmens Apple und wurde am 12. September 2012 von Phil Schiller vorgestellt.
Auf dem iPhone 5 kommt das herstellereigene Betriebssystem iOS ab Version 6.0 zum Einsatz. Es wird hauptsächlich durch Fingerberührungen am Multi-Touch-Bildschirm bedient.
Das iPhone 5 wurde am 21. September 2012 in Deutschland und am 28. September 2012 in Liechtenstein, Österreich und der Schweiz in den Farben schwarz und weiß mit 16, 32 oder 64 GB auf den Markt eingeführt. Am ersten Wochenende wurden laut Apple weltweit fünf Millionen Geräte verkauft.
Der Vertrieb wurde offiziell beim Erscheinen des Nachfolgers iPhone 5s am 10. September 2013 eingestellt.

## Beschreibung

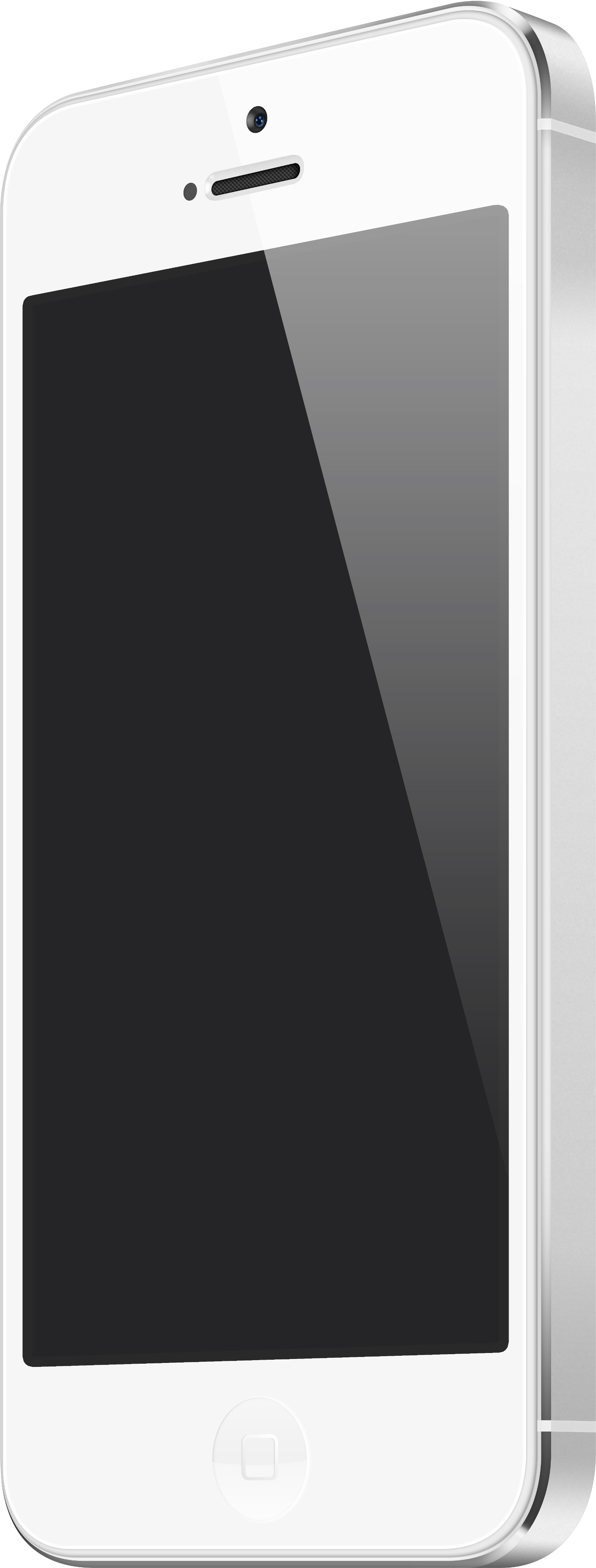
iPhone 5 in weiß/silber

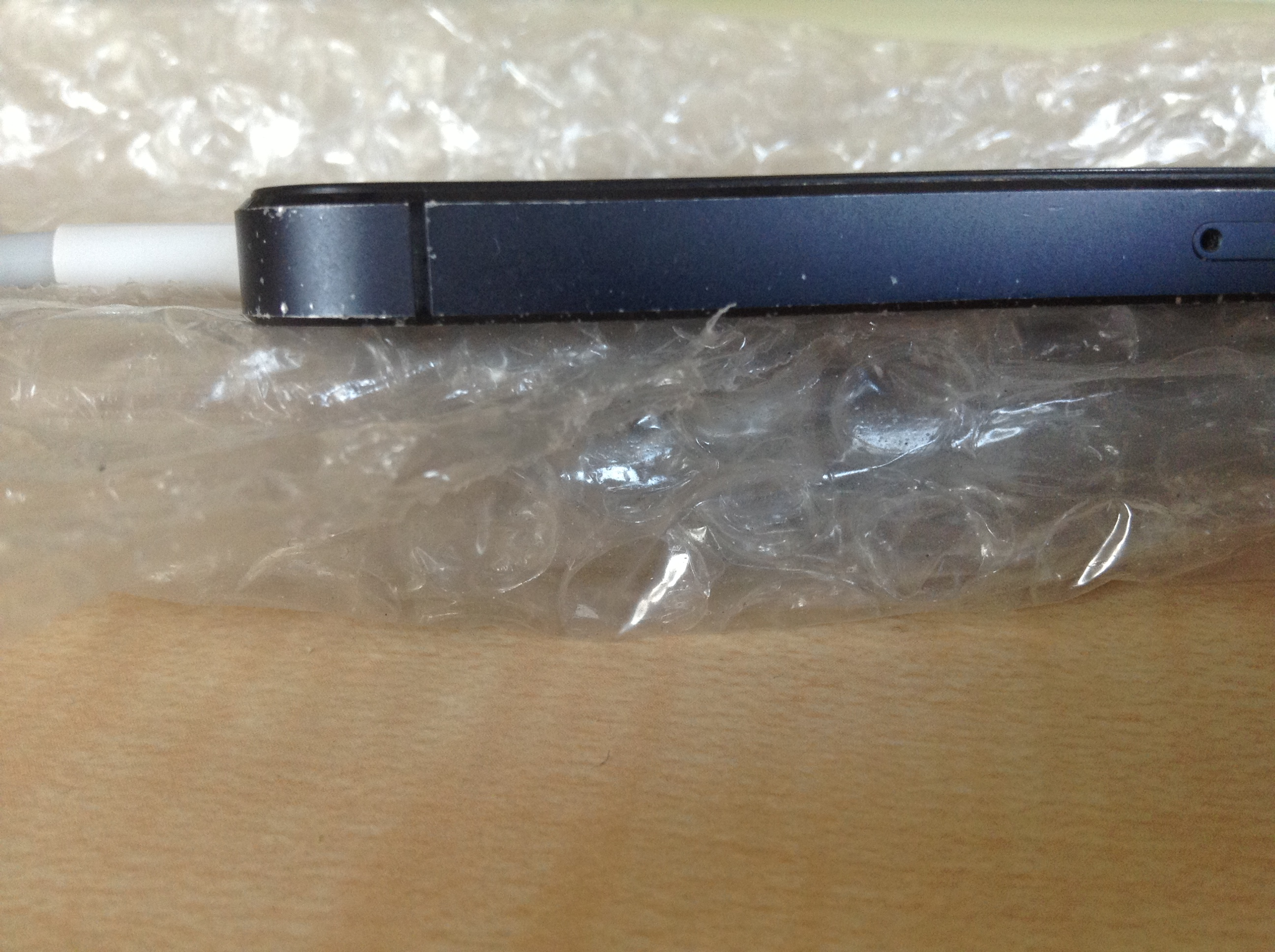
Gut zu erkennen: Die vordere Scheibe ragt aus dem Rahmen heraus.

Der Rahmen des schwarzen iPhones ist anthrazitfarben, während der des weißen iPhones silberfarben ist. Die Rückseite besteht aus eloxiertem Aluminium und Glas. Das Gerät ist rund einen Zentimeter länger, 1,7 Millimeter dünner und 28 Gramm leichter als das Vorgängermodell iPhone 4s.

## Technik
Der „Retina-Display“-Sensorbildschirm des iPhones 5 besitzt eine Auflösung von 640 × 1136 Pixel bei einer Diagonalen von 100 mm (ca. 4 Zoll) (16:9-Format). Das entspricht einer Pixeldichte von 326 Pixel pro Zoll (ppi).
Darüber hinaus besteht die Oberfläche des Bildschirms aus widerstandsfähigem Gorilla-Glas, welches mit Alkali-Aluminiumsilikat gefertigt wird.
Das Gerät verfügt über das Apple-A6-SoC, das laut Apple bis zu doppelt so viel (Grafik-)Leistung wie das A5 des Vorgängers aufweisen soll. Es ist das erste iPhone, das den Mobilfunkstandard Long Term Evolution (LTE) unterstützt. In Deutschland sollen damit theoretische Übertragungsgeschwindigkeiten bis zu 100 Mbit/s erreicht werden, jedoch wird lediglich das Frequenzband um 1800 MHz unterstützt. Dies konnte anfangs ausschließlich im Netz der Deutschen Telekom genutzt werden, und auch dort nur in Teilen der Bundesrepublik (Stand: Juli 2013). Diese Beschränkung auf das LTE-Netz der Telekom sei wettbewerbsverzerrend und würde eine Limitierung gegenüber Mitbewerbern darstellen, so die Meinung der Mobilfunkanbieter Vodafone und O2. Diese argumentierten, das Netz der Telekom weise laut Verfügbarkeitskarten im Bereich 1800 MHz deutliche Lücken auf. Inzwischen verwenden auch E-Plus und Vodafone das 1800-MHz-Band für LTE. In der Schweiz kann seit der iOS-Aktualisierung 6.1 auch LTE-Netz genutzt werden.
Die sogenannte iSight-Kamera (Rückkamera) verfügt über einen Sensor mit acht Megapixeln und nimmt 1080p-Full-HD-Videos mit 30 Bildern pro Sekunde auf und ist in der Lage, während Videoaufnahmen mit der Hauptkamera Fotos mit derselben Auflösung von etwa 2 Megapixeln (1920×1080) aufzunehmen. Zudem ermöglicht sie Aufnahmen von Panoramafotos. Die FaceTime-Kamera (Frontkamera) verfügt erstmals über eine 1,2-Megapixel-Auflösung und wurde mittig über dem Hörer platziert. Videoaufnahmen werden von dieser Kamera in 720p-Auflösung ebenfalls bei 30 Bildern pro Sekunde aufgezeichnet.
Das iPhone 5 besitzt den Anschluss Lightning mit acht Kontaktstiften, dessen Stecker beliebig herum angeschlossen werden kann und den breiteren Dock Connector der Vorgängermodelle ablöst. Optional sind Adapter erhältlich für den alten Anschluss oder Micro-USB. Das Lightning-Kabel von Apple enthält einen Chip zur Identifizierung von angeschlossenen Geräten. Apple bestätigte zudem, dass die acht Pins vollkommen digital und adaptiv sind und nach Belieben neu programmiert werden können. Mitgeliefert wird ein neues Kopfhörermodell mit dem Namen EarPods, das die Earphones als Nachfolger ersetzt.
Durch iOS 6 wurde unter anderem die Software Siri erweitert und mit dem Netzwerk Yelp verknüpft, das so etwa Restaurants in der Nähe vorschlagen kann. Außerdem wurde Apples eigene Kartenapplikation Apple Maps integriert.
Das iPhone 5 unterstützt keine Micro-SIM-Karten, sondern nunmehr Nano-SIM-Karten.
Der verbaute Lithium-Ionen-Akku (3,8 V; 5,45 Wh (1440 mAh)) verspricht laut Hersteller eine Sprechzeit von bis zu 8 Stunden mit 3G-Netz und bis zu 225 Stunden Bereitschaftsbetrieb.

### Telefonie
Erstmals ist das iPhone mit drei Mikrofonen ausgestattet, die es dem Gerät ermöglichen, störende Umgebungsgeräusche herauszufiltern.
Zudem kann das Gerät über HD-Telefonie Gespräche in einer verbesserten Qualität aufbauen, sofern es im UMTS-Netz der Deutschen Telekom oder Vodafone eingebucht ist und der Partner auch ein HD-Telefonie-fähiges Endgerät besitzt. Apple teilte mit, dass weltweit bislang 20 Netzanbieter HD-Telefonie unterstützen, unter anderem die Deutsche Telekom, die den AMR-WB-Codec benutzt.

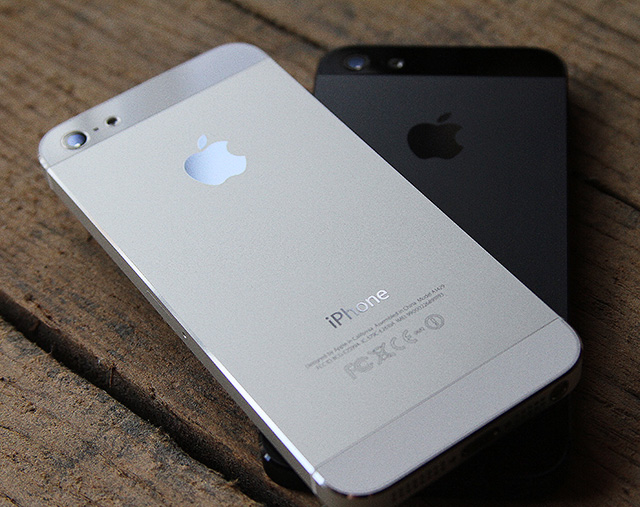
Rückseiten der weißen und schwarzen Version
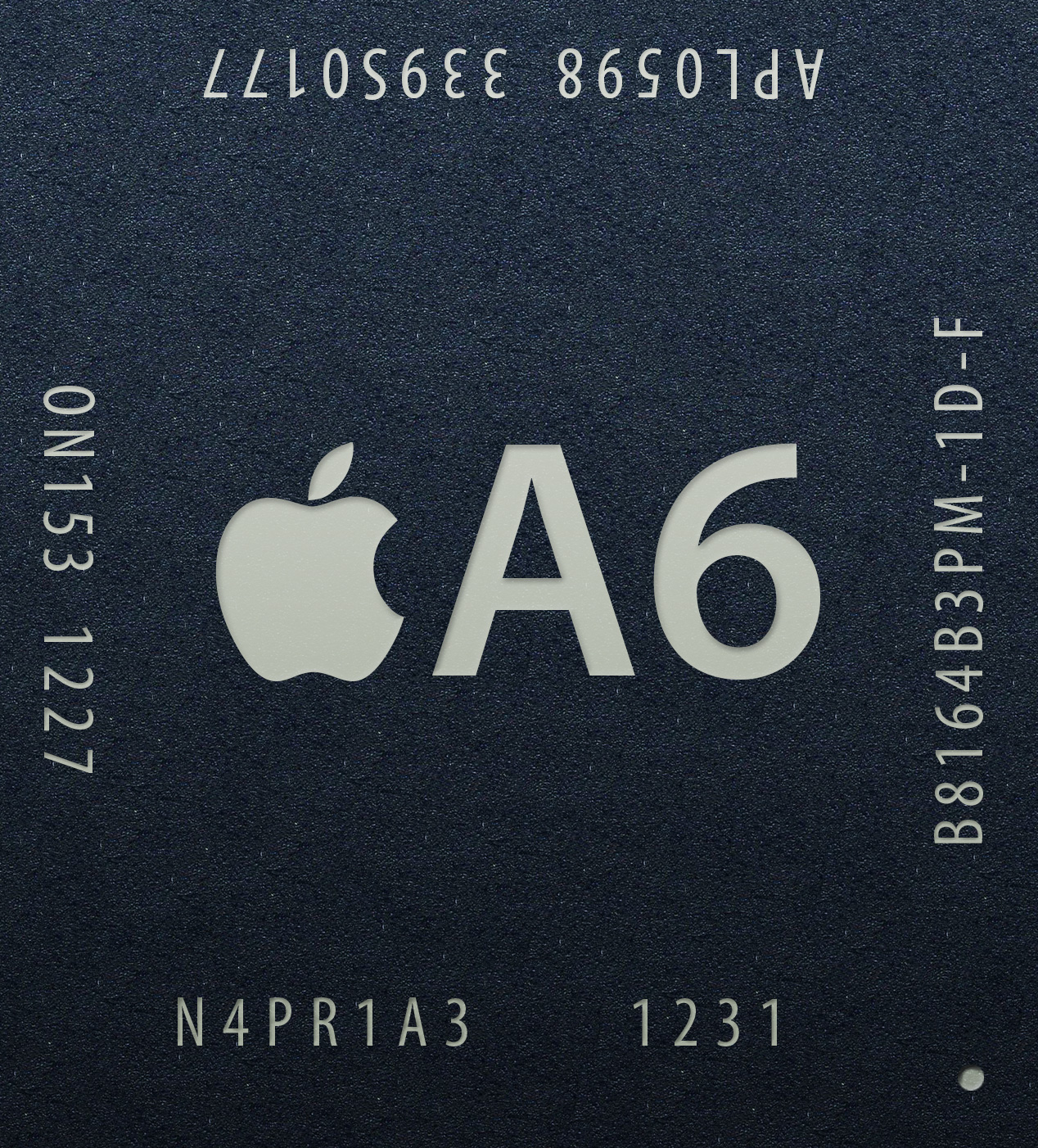
Apple A6-Chip
Neuer Anschluss Lightning
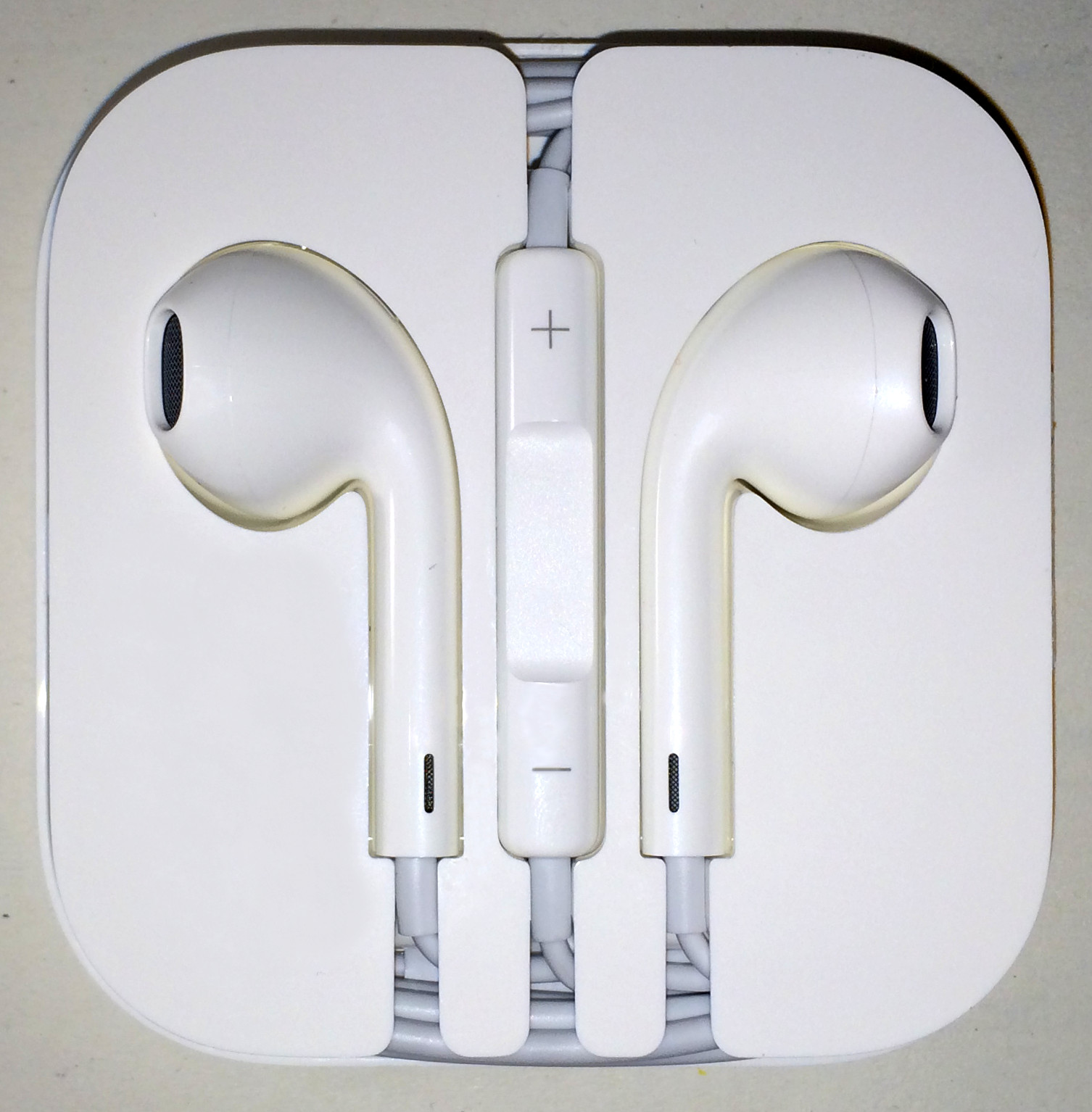
Neues Kopfhörermodell EarPods

## Kritik

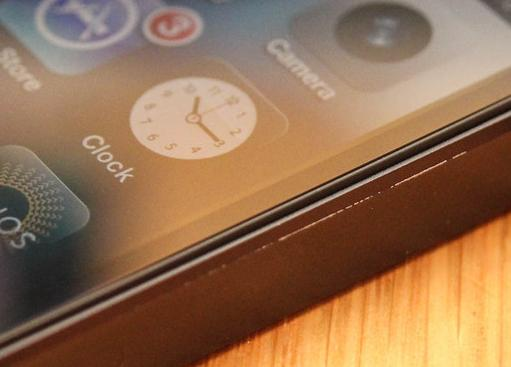
Verarbeitungsfehler

An der schwarzen Variante wurden zum Teil starke Abnutzungsspuren an den Rändern festgestellt („Scuff Gate“), was auf einen Verarbeitungsfehler zurückzuführen ist.
Der damals neue Anschluss für das Datenkabel Lightning wurde ebenfalls kritisiert. Um Geräte mit dem alten Anschluss weiterhin nutzen zu können, war es erforderlich, einen Adapter separat zu erwerben. Bei einigen Zubehörteilen (z. B. Musikanlagen oder Ladestationen) reichte der Platz für den Adapter und das iPhone nicht aus und das iPhone konnte nicht mehr mit dem Zubehör betrieben werden. Die geplante Einsatzdauer der Lightning-Schnittstelle bei Einführung sollte zehn Jahre betragen.
In Deutschland funktioniert die LTE-Schnittstelle des iPhones 5 mit einer theoretischen maximalen Datenrate von 100 Megabit pro Sekunde (MBit/s) beim Herunterladen ausschließlich im Netz der Deutschen Telekom. Nach Angaben des Bonner Konzerns sollte das LTE-Netz im 1800-Megahertz-Frequenzbereich, den das iPhone 5 verarbeiten kann, Ende 2012 in rund 100 Städten bundesweit ausgebaut sein.
Aufgrund der gegebenen Frequenzbandbeschränkung können viele Mobilfunkanbieter in anderen Mitgliedstaaten der Europäischen Union Besitzern des iPhones 5 kein LTE-Netz anbieten. Das iPhone 5 verwendet das Qualcomm MDM9615 Modem. Der Nachfolger, das iPhone 5s, verwendet dieses ebenfalls, unterstützt jedoch in der Bundesrepublik Deutschland aufgrund eines anderen Transceiver auch die LTE-Frequenzbänder anderer Provider als der Deutschen Telekom.
Käufer kritisierten, dass auf Foto- und Videoaufnahmen bei starkem Gegenlicht ein lila Schein um das Motiv sichtbar sei. Apple hat bekanntgegeben, dass das Problem nicht lösbar sei. Experten meinen, dass die Saphirglas-Abdeckung dafür verantwortlich sei.
Die Stiftung Warentest lobte in ihrer Onlineausgabe test.de den Bildschirm und die Kamera als sehr gut, bemängelt jedoch die Kratzempfindlichkeit, die verbesserungswürdige hauseigene Navigations-App und den mäßigen Akku, der beim Surfen im Internet per UMTS lediglich zweieinhalb Stunden Laufzeit zeige.

## Verfügbarkeit
Zu Beginn der Vorbestellungen am 14. September 2012 war das iPhone 5 mit 16, 32 oder 64 GB Speicher zu Preisen von 679, 789 oder 899 € erhältlich.
| Speicher | 14. September 2012 |
| -------- | ------------------ |
| 16 GB    | 679 € (882 €)      |
| 32 GB    | 789 € (1.025 €)    |
| 64 GB    | 899 € (1.168 €)    |